# Acontia flavipallida
Acontia flavipallida là một loài bướm đêm trong họ Noctuidae.